# Rice Lake (Minnesota)
Rice Lake és una concentració de població designada pel cens dels Estats Units a l'estat de Minnesota. Segons el cens del 2000 tenia 226 habitants.

## Demografia
Segons el cens del 2000, Rice Lake tenia 226 habitants, 61 habitatges, i 53 famílies. La densitat de població era d'11,3 habitants per km².
Dels 61 habitatges en un 42,6% hi vivien nens de menys de 18 anys, en un 42,6% hi vivien parelles casades, en un 18% dones solteres, i en un 13,1% no eren unitats familiars. En l'1,6% dels habitatges hi vivien persones soles l'1,6% de les quals corresponia a persones de 65 anys o més que vivien soles. El nombre mitjà de persones vivint en cada habitatge era de 3,7 i el nombre mitjà de persones que vivien en cada família era de 3,66.
Per edats la població es repartia de la següent manera: un 37,6% tenia menys de 18 anys, un 11,9% entre 18 i 24, un 22,6% entre 25 i 44, un 19,9% de 45 a 60 i un 8% 65 anys o més.
L'edat mediana era de 26 anys. Per cada 100 dones de 18 o més anys hi havia 120,3 homes.
La renda mediana per habitatge era de 22.083 $ i la renda mediana per família de 22.813 $. Els homes tenien una renda mediana de 17.500 $ mentre que les dones 16.875 $. La renda per capita de la població era de 10.124 $. Entorn del 39,1% de les famílies i el 45,9% de la població estaven per davall del llindar de pobresa.

## Poblacions més properes
El següent diagrama mostra les poblacions més properes.